# متأخرات الخصية
متأخرات الخصية (الاسم العلمي: Plagiorchiida)، رتبة حيوانات دودية كبيرة من المثقوبات. تحتوي هذه الرتبة على عدد قليل نسبيًا من الطفيليات الخطرة على البشر.